# Gran Premio motociclistico d'Australia 2019
Il Gran Premio motociclistico d'Australia 2019 è stato la diciassettesima prova su diciannove del motomondiale 2019, disputato il 27 ottobre sul circuito di Phillip Island. Le vittorie nelle tre classi sono andate rispettivamente a: Marc Márquez in MotoGP, Brad Binder in Moto2 e Lorenzo Dalla Porta in Moto3.
In virtù dei risultati della gara, il pilota italiano Lorenzo Dalla Porta ha avuto la certezza matematica del titolo iridato della Moto3.

## MotoGP
A causa del forte vento e dopo una riunione con i piloti, le prove ufficiali del sabato sono state annullate e spostate al mattino della domenica.

### Arrivati al traguardo
| Pos. | Nº | Pilota            | Squadra                     | Motocicletta       | Giri | Tempo     | Griglia | Punti |
| ---- | -- | ----------------- | --------------------------- | ------------------ | ---- | --------- | ------- | ----- |
| 1º   | 93 | Marc Márquez      | Repsol Honda                | Honda RC213V       | 27   | 40'43.729 | 3º      | 25    |
| 2º   | 35 | Cal Crutchlow     | LCR Honda Castrol           | Honda RC213V       | 27   | +11,413   | 6º      | 20    |
| 3º   | 43 | Jack Miller       | Pramac Racing               | Ducati Desmosedici | 27   | +14,499   | 9º      | 16    |
| 4º   | 63 | Francesco Bagnaia | Pramac Racing               | Ducati Desmosedici | 27   | +14,554   | 15º     | 13    |
| 5º   | 36 | Joan Mir          | Suzuki Ecstar               | Suzuki GSX-RR      | 27   | +14,817   | 13º     | 11    |
| 6º   | 29 | Andrea Iannone    | Aprilia Racing Team Gresini | Aprilia RS-GP      | 27   | +15,280   | 8º      | 10    |
| 7º   | 4  | Andrea Dovizioso  | Ducati Team                 | Ducati Desmosedici | 27   | +15,294   | 10º     | 9     |
| 8º   | 46 | Valentino Rossi   | Monster Energy Yamaha       | Yamaha YZR-M1      | 27   | +15,841   | 4º      | 8     |
| 9º   | 42 | Álex Rins         | Suzuki Ecstar               | Suzuki GSX-RR      | 27   | +16,032   | 12º     | 7     |
| 10º  | 41 | Aleix Espargaró   | Aprilia Racing Team Gresini | Aprilia RS-GP      | 27   | +16,590   | 7º      | 6     |
| 11º  | 21 | Franco Morbidelli | Petronas Yamaha SRT         | Yamaha YZR-M1      | 27   | +24,145   | 11º     | 5     |
| 12º  | 44 | Pol Espargaró     | Red Bull KTM Factory Racing | KTM RC16           | 27   | +26,654   | 17º     | 4     |
| 13º  | 5  | Johann Zarco      | LCR Honda Idemitsu          | Honda RC213V       | 27   | +26,758   | 14º     | 3     |
| 14º  | 17 | Karel Abraham     | Reale Avintia Racing        | Ducati Desmosedici | 27   | +44,912   | 16º     | 2     |
| 15º  | 55 | Hafizh Syahrin    | Red Bull KTM Tech 3         | KTM RC16           | 27   | +44,968   | 20º     | 1     |
| 16º  | 99 | Jorge Lorenzo     | Repsol Honda                | Honda RC213V       | 27   | +1'06.045 | 19º     |       |

### Ritirati
| Nº | Pilota           | Squadra                     | Motocicletta       | Giri | Griglia |
| -- | ---------------- | --------------------------- | ------------------ | ---- | ------- |
| 12 | Maverick Viñales | Monster Energy Yamaha       | Yamaha YZR-M1      | 26   | 1º      |
| 82 | Mika Kallio      | Red Bull KTM Factory Racing | KTM RC16           | 24   | 18º     |
| 53 | Esteve Rabat     | Reale Avintia Racing        | Ducati Desmosedici | 3    | 21º     |
| 20 | Fabio Quartararo | Petronas Yamaha SRT         | Yamaha YZR-M1      | 0    | 2º      |
| 9  | Danilo Petrucci  | Ducati Team                 | Ducati Desmosedici | 0    | 5º      |

## Moto2

### Arrivati al traguardo
| Pos. | Nº | Pilota                | Squadra                      | Motocicletta | Giri | Tempo     | Griglia | Punti |
| ---- | -- | --------------------- | ---------------------------- | ------------ | ---- | --------- | ------- | ----- |
| 1º   | 41 | Brad Binder           | Red Bull KTM Ajo             | KTM          | 25   | 38'53.277 | 2º      | 25    |
| 2º   | 88 | Jorge Martín          | Red Bull KTM Ajo             | KTM          | 25   | +1,968    | 5º      | 20    |
| 3º   | 12 | Thomas Lüthi          | Dynavolt Intact GP           | Kalex        | 25   | +6,021    | 11º     | 16    |
| 4º   | 9  | Jorge Navarro         | Beta Tools Speed Up          | Speed Up     | 25   | +8,151    | 1º      | 13    |
| 5º   | 7  | Lorenzo Baldassarri   | Flexbox HP 40                | Kalex        | 25   | +8,806    | 19º     | 11    |
| 6º   | 87 | Remy Gardner          | Onexox TKKR SAG              | Kalex        | 25   | +8,955    | 15º     | 10    |
| 7º   | 27 | Iker Lecuona          | American Racing KTM          | KTM          | 25   | +9,455    | 10º     | 9     |
| 8º   | 73 | Álex Márquez          | EG 0,0 Marc VDS              | Kalex        | 25   | +10,055   | 7º      | 8     |
| 9º   | 62 | Stefano Manzi         | MV Agusta Idealavoro Forward | MV Agusta F2 | 25   | +10,699   | 14º     | 7     |
| 10º  | 45 | Tetsuta Nagashima     | Onexox TKKR SAG              | Kalex        | 25   | +11,132   | 12º     | 6     |
| 11º  | 23 | Marcel Schrötter      | Dynavolt Intact GP           | Kalex        | 25   | +14,353   | 21º     | 5     |
| 12º  | 11 | Nicolò Bulega         | SKY Racing Team VR46         | Kalex        | 25   | +14,641   | 13º     | 4     |
| 13º  | 2  | Jesko Raffin          | NTS RW Racing GP             | NTS          | 25   | +18,541   | 8º      | 3     |
| 14º  | 21 | Fabio Di Giannantonio | Beta Tools Speed Up          | Speed Up     | 25   | +20,255   | 4º      | 2     |
| 15º  | 64 | Bo Bendsneyder        | NTS RW Racing GP             | NTS          | 25   | +29,238   | 20º     | 1     |
| 16º  | 16 | Joe Roberts           | American Racing KTM          | KTM          | 25   | +30,870   | 22º     |       |
| 17º  | 33 | Enea Bastianini       | Italtrans Racing             | Kalex        | 25   | +31,031   | 18º     |       |
| 18º  | 5  | Andrea Locatelli      | Italtrans Racing             | Kalex        | 25   | +31,764   | 23º     |       |
| 19º  | 40 | Augusto Fernández     | Flexbox HP 40                | Kalex        | 25   | +33,324   | 17º     |       |
| 20º  | 22 | Sam Lowes             | Federal Oil Gresini          | Kalex        | 25   | +37,341   | 6º      |       |
| 21º  | 96 | Jake Dixon            | Gaviota Ángel Nieto Team     | KTM          | 25   | +37,392   | 25º     |       |
| 22º  | 65 | Philipp Öttl          | Red Bull KTM Tech 3          | KTM          | 25   | +1'09.178 | 26º     |       |
| 23º  | 47 | Adam Norrodin         | Petronas Sprinta Racing      | Kalex        | 25   | +1'10.717 | 30º     |       |
| 24º  | 3  | Lukas Tulovic         | Kiefer Racing                | KTM          | 25   | +1'11.606 | 31º     |       |
| 25º  | 18 | Xavier Cardelús       | Gaviota Ángel Nieto Team     | KTM          | 25   | +1'12.066 | 29º     |       |
| 26º  | 20 | Dimas Ekky Pratama    | Idemitsu Honda Team Asia     | Kalex        | 25   | +1'21.622 | 32º     |       |
| 27º  | 77 | Dominique Aegerter    | MV Agusta Idealavoro Forward | MV Agusta F2 | 24   | + 1 giro  | 24º     |       |

### Ritirati
| Nº | Pilota          | Squadra                  | Motocicletta | Giri | Griglia |
| -- | --------------- | ------------------------ | ------------ | ---- | ------- |
| 35 | Somkiat Chantra | Idemitsu Honda Team Asia | Kalex        | 14   | 28º     |
| 97 | Xavi Vierge     | EG 0,0 Marc VDS          | Kalex        | 3    | 16º     |
| 54 | Mattia Pasini   | Tasca Racing             | Kalex        | 3    | 27º     |
| 10 | Luca Marini     | SKY Racing Team VR46     | Kalex        | 0    | 3º      |
| 72 | Marco Bezzecchi | Red Bull KTM Tech 3      | KTM          | 0    | 9º      |

## Moto3

### Arrivati al traguardo
| Pos. | Nº | Pilota              | Squadra                    | Motocicletta  | Giri | Tempo     | Griglia | Punti |
| ---- | -- | ------------------- | -------------------------- | ------------- | ---- | --------- | ------- | ----- |
| 1º   | 48 | Lorenzo Dalla Porta | Leopard Racing             | Honda NSF250R | 23   | 37'45.817 | 6º      | 25    |
| 2º   | 42 | Marcos Ramírez      | Leopard Racing             | Honda NSF250R | 23   | +0,077    | 1º      | 20    |
| 3º   | 75 | Albert Arenas       | Gaviota Ángel Nieto Team   | KTM RC 250 GP | 23   | +0,088    | 3º      | 16    |
| 4º   | 24 | Tatsuki Suzuki      | SIC58 Squadra Corse        | Honda NSF250R | 23   | +0,126    | 12º     | 13    |
| 5º   | 17 | John McPhee         | Petronas Sprinta Racing    | Honda NSF250R | 23   | +0,330    | 4º      | 11    |
| 6º   | 40 | Darryn Binder       | CIP Green Power            | KTM RC 250 GP | 23   | +0,772    | 31º     | 10    |
| 7º   | 71 | Ayumu Sasaki        | Petronas Sprinta Racing    | Honda NSF250R | 23   | +1,029    | 24º     | 9     |
| 8º   | 69 | Tom Booth-Amos      | CIP Green Power            | KTM RC 250 GP | 23   | +1,545    | 14º     | 8     |
| 9º   | 14 | Tony Arbolino       | VNE Snipers                | Honda NSF250R | 23   | +1,635    | 13º     | 7     |
| 10º  | 82 | Stefano Nepa        | Reale Avintia Arizona 77   | KTM RC 250 GP | 23   | +2,023    | 17º     | 6     |
| 11º  | 7  | Dennis Foggia       | SKY Racing Team VR46       | KTM RC 250 GP | 23   | +2,340    | 10º     | 5     |
| 12º  | 55 | Romano Fenati       | VNE Snipers                | Honda NSF250R | 23   | +3,723    | 8º      | 4     |
| 13º  | 21 | Alonso López        | Estrella Galicia 0,0       | Honda NSF250R | 23   | +7,564    | 30º     | 3     |
| 14º  | 79 | Ai Ogura            | Honda Team Asia            | Honda NSF250R | 23   | +7,676    | 25º     | 2     |
| 15º  | 84 | Jakub Kornfeil      | Redox PrüstelGP            | KTM RC 250 GP | 23   | +8,109    | 19º     | 1     |
| 16º  | 61 | Can Öncü            | Red Bull KTM Ajo           | KTM RC 250 GP | 23   | +16,735   | 16º     |       |
| 17º  | 22 | Kazuki Masaki       | BOE Skull Rider Mugen Race | KTM RC 250 GP | 23   | +16,744   | 20º     |       |
| 18º  | 76 | Makar Yurchenko     | BOE Skull Rider Mugen Race | KTM RC 250 GP | 23   | +42,326   | 26º     |       |
| 19º  | 15 | Rogan Chandler      | Double Six Motor Sport     | Kalex KTM     | 22   | + 1 giro  | 28º     |       |

### Ritirati
| Nº | Pilota           | Squadra                     | Motocicletta  | Giri | Griglia |
| -- | ---------------- | --------------------------- | ------------- | ---- | ------- |
| 5  | Jaume Masiá      | Mugen Race                  | KTM RC 250 GP | 22   | 15º     |
| 13 | Celestino Vietti | SKY Racing Team VR46        | KTM RC 250 GP | 22   | 9º      |
| 27 | Kaito Toba       | Honda Team Asia             | Honda NSF250R | 20   | 5º      |
| 16 | Andrea Migno     | Mugen Race                  | KTM RC 250 GP | 20   | 7º      |
| 25 | Raúl Fernández   | Gaviota Ángel Nieto Team    | KTM RC 250 GP | 17   | 23º     |
| 12 | Filip Salač      | Redox PrüstelGP             | KTM RC 250 GP | 15   | 22º     |
| 19 | Gabriel Rodrigo  | Kömmerling Gresini          | Honda NSF250R | 15   | 11º     |
| 11 | Sergio García    | Estrella Galicia 0,0        | Honda NSF250R | 13   | 21º     |
| 9  | Yanni Shaw       | Double Six Motor Sport      | Kalex KTM     | 3    | 29º     |
| 44 | Arón Canet       | Sterilgarda Max Racing Team | KTM RC 250 GP | 2    | 2º      |
| 54 | Riccardo Rossi   | Kömmerling Gresini          | Honda NSF250R | 0    | 27º     |